# August Winding
August Henrik Winding, född den 24 mars 1835 på Lolland, död den 16 juni 1899 i Köpenhamn, var en dansk tonsättare.
Winding, som var elev av Carl Reinecke, Gade och Rée i Köpenhamn samt Dreyschock i Leipzig, uppträdde 1851 som pianist i Köpenhamn. Han blev student 1855 och studerade vidare musik i Leipzig och Prag. 
Efter hemkomsten engagerades han 1857 av Musikforeningen som pianosolist och fästes 1867 vid musikkonservatoriet, vars direktör han blev 1891. 
Winding var uppburen som pianolärare, kompositör och anderik tolkare av den klassiska pianolitteraturen; i de två senare egenskaperna uppträdde han med lycka i Leipzigs Gewandhaus under en stipendieresa 1869-70. 
Hans många kompositioner uppvisar drag av nordisk romantik och är mestadels stycken för piano; dessutom skrev han 1 symfoni, 2 uvertyrer, 1 piano- och 1 violinkonsert, pianokvartett, stråkkvintett, 2 violinsonater samt sånger, främst andliga, med mera.